# 박한길
박한길(1994년 6월 3일 ~ )은 전 KBO 리그 롯데 자이언츠의 투수이다.

## 선수 시절

### 한화 이글스시절
2014년에 입단하였다.

### 롯데 자이언츠시절
2015년 12월 9일 당시 FA를 통해 한화 이글스로 이적한 심수창의 보상 선수로 지명받아 이적하였다.
이 때 팀은 넥센 히어로즈에서 FA였던 투수 손승락을 영입했는데 보상 선수 지명 후 KBO에 이적이 공시되기까지 2~3일 동안 본 소속 팀이 유지된다는 점을 간파한 구단에서 회의 끝에 2015년 12월 10일 넥센 히어로즈에 보호 선수 명단을 넘겼고, 다음 날인 12월 11일에 그의 이적이 공시됐다. 따라서 그는 팀이 아무런 조치를 취하지 않았지만 넥센 히어로즈에 명단을 넘긴 12월 10일 기준으로 한화 이글스 소속으로 인정받아 자동으로 보호됐다. 2011년 시즌 후 임훈의 보상 선수 리턴 픽 때문에 넥센 히어로즈에서 그를 영입하려고 했지만 12월 10일 기준으로 롯데 자이언츠 소속으로 된 선수를 지명하라는 KBO의 유권 해석에 따라 보상금 15억 9,000만원만 받았다.

## 출신 학교
- 인천서화초등학교
- 동인천중학교
- 인천고등학교

## 통산 기록
| 연도 | 팀명  | 평균자책점 | 경기 | 완투 | 완봉 | 승 | 패 | 세 | 홀 | 승률 | 타자 | 이닝 | 피안타 | 피홈런 | 볼넷 | 사구 | 탈삼진 | 실점 | 자책점 |
| ---- | ----- | ---------- | ---- | ---- | ---- | -- | -- | -- | -- | ---- | ---- | ---- | ------ | ------ | ---- | ---- | ------ | ---- | ------ |
| 2015 | 한화  | 8.56       | 10   | 0    | 0    | 0  | 0  | 0  | 0  | -    | 71   | 13.2 | 17     | 0      | 12   | 2    | 9      | 13   | 13     |
| 2016 | 롯데  | 6.06       | 9    | 0    | 0    | 0  | 0  | 0  | 0  | -    | 78   | 16.1 | 24     | 1      | 7    | 1    | 10     | 15   | 11     |
| 통산 | 2시즌 | 7.20       | 19   | 0    | 0    | 0  | 0  | 0  | 0  | -    | 149  | 30   | 41     | 1      | 19   | 3    | 19     | 28   | 24     |